# یانگ ان، لیویانگ
یانگ ان (به لاتین: Yong'an) یک منطقهٔ مسکونی در چین است که در Liuyang واقع شده‌است. یانگ ان ۱۱۲٫۱ کیلومتر مربع مساحت و ۶۵٬۷۰۰ نفر جمعیت دارد.